# Lillfjärden, Hälsingland
Lillfjärden är en liten sjö som ligger mitt i Hudiksvall i Hudiksvalls kommun i Hälsingland och ingår i Harmångersån-Delångersåns kustområde. Sjön har en area på 0,245 kvadratkilometer och ligger 0,5 meter över havet. Sjön avvattnas av vattendraget Hornån. Vid provfiske har bland annat abborre, björkna, braxen och gers fångats i sjön.
Omkretsen av sjön är ca 2,2 km, vilket gör den till ett populärt promenadstråk och joggingslinga. Det finns även rikliga mängder med fåglar här, mestadels olika and- och måsfåglar.
Under 1500-talet, då Hudiksvall grundades, var Lillfjärden den innersta delen av Hudiksvallsfjärden och stadens hamn och centrum låg där Hornån idag mynnar i Lillfjärden. Men på grund av att landhöjningen alltmer snörde av den inre delen av fjärden, den som idag kallas Lillfjärden, kunde större båtar inte längre ta sig ända dit och man blev tvungen att flytta staden och dess centrum till det nuvarande läget, söder om Lillfjärden.
Idag är Lillfjärden alltså en liten insjö som genomflyts av Hornån, vars slutsträcka fram till Möljen och Strömmingssundet alltsedan 1800-talet är stensatt och kallas "kanalen" men alltmer utvecklas till ett strömmande vattendrag.

## Delavrinningsområde
Lillfjärden ingår i delavrinningsområde (684729-156802) som SMHI kallar för Utloppet av Lillfjärden. Medelhöjden är 31 meter över havet och ytan är 2,51 kvadratkilometer. Räknas de 5 avrinningsområdena uppströms in blir den ackumulerade arean 50,67 kvadratkilometer. Avrinningsområdets utflöde Hornån mynnar i havet. Avrinningsområdet består mestadels av skog (40 procent). Bebyggelsen i området täcker en yta av 1,33 kvadratkilometer eller 53 procent av avrinningsområdet.

## Fisk
Vid provfiske har följande fisk fångats i sjön:
- Abborre
- Björkna
- Braxen
- Gärs
- Gös
- Löja
- Mört
- Ruda
- Sarv